# Laurent Pierre Bérenger
Pour les articles homonymes, voir Bérenger.
Laurent Pierre Bérenger, né le 28 novembre 1749 à Riez et mort le 26 septembre 1822 à Lyon, est un poète et moraliste français.

## Biographie
Fils de Laurent Bérenger, négociant aisé de Toulon, et d'Angélique Reboud Second, il est admis dès l'âge de huit ou neuf ans comme élève chez les Oratoriens, une société de prêtres séculiers, sans vœux, mais vivant en communauté, dont l'activité est la prédication et l'enseignement. Son oncle paternel Bernard Bérenger y est en effet professeur de Rhétorique, et un cousin de sa mère y exerce la fonction de supérieur de collège. Il est brillant élève et maîtrise parfaitement le latin à 11 ans. Lors d'une visite à Lyon avec son oncle, ce dernier est accidentellement renversé par une voiture et meurt sous ses yeux. Le supérieur du collège de Lyon, ému, propose au jeune Bérenger de lui assurer une éducation au Collège Notre-Dame des Grâces, en Forez, et lui promet solennellement un poste de professeur s'il réussit ses études. Il y finit donc sa rhétorique et sa philosophie, et obtient comme promis, trois ans plus tard, sa première classe à Lyon, ce qui marque ses débuts comme enseignant dans différents établissements de la congrégation. Il professe ensuite à Troyes l'éloquence et les Belles Lettres puis prend possession de la chaire de rhétorique au Collège Royal d'Orléans de 1776 à 1785.
La publication d'un petit ouvrage de morale destinée à l'éducation des jeunes enfants, écrit en collaboration avec le prêtre Eustache Guibaud, intitulé La Morale en Action (ouvrage sans cesse réédité au cours du siècle) remporte un grand succès, et lui vaut une petite notoriété: c'est ainsi qu'on lui confie l'éducation du Prince de Monaco. Il est nommé Censeur Royal. 
Il est reçu académicien de l'Académie des sciences, lettres et arts d'Arras le 30 novembre 1781. 
Il rencontre Pierre-Hélène Souchay, riche négociant lyonnais, mais avant tout esthète, grand amateur de lettres, arts et sciences. Souchay est bien établi à Lyon, où il est Secrétaire du roi près la Cour des monnaies, administrateur de l'Hôpital Général, et Directeur de l'École de Dessin. Cet érudit bibliophile possède une immense collection de tableaux, estampes, et livres rares. Il est membre associé de l'Académie des sciences, belles-lettres et arts de Lyon. C'est donc l'amour des Lettres qui les rapproche, et vaut à Laurent Pierre Bérenger d'être admis dans l'intimité domestique du puissant Souchay. Bérenger épouse le 9 février 1790 sa fille, Catherine, alliée par sa mère aux vieilles familles lyonnaises Vionnet et Vouty de la Tour, dont il aura un fils, mort dans l'enfance, et une fille, Angélique Laurette (celle-ci épousera Marie Louis Félix Chevrier de Corcelles, magistrat de Lyon et futur Député de l'Ain).
La Révolution renverse de nombreuses institutions, parmi lesquelles la Congrégation des Oratoriens. Laurent-Pierre Bérenger n'a plus ni poste, ni élève. La ville de Lyon s'empresse alors de lui créer une chaire de littérature, essentiellement fréquentée par des femmes, dont la durée de vie sera pourtant éphémère. S'étant rapproché de l'Assemblée Constituante dès octobre 1789 (il fait un don civique et renonce à son titre de Censeur Royal) Bérenger devient alors la plume de Danton, dont il écrit en secret les discours. Au sortir de la Révolution, on lui offre un poste à l'école Centrale de Lyon. Il devient ensuite Proviseur au Lycée de Lyon en 1803 (8 pluviôse an 11 par Bonaparte, premier consul), puis Inspecteur.
Le 30 septembre 1808, Bérenger, vice-président de l'Académie de Lyon, est admis comme membre associé de l'Athénée du Vaucluse. En 1810, il est élu membre de l’Académie des sciences, belles-lettres et arts de Rouen, membre de la Société des Troubadours Épicuriens de Marseille. En 1811 il entre à l'Académie des Sciences Belles Lettres et Arts de Toulon et 1812 à l'Académie des Sciences Belles Lettres et Arts de Besançon.
En considération de ses services comme membre du Conseil général du Département du Rhône, il se voit attribuer une pension par l'Empereur. En 1812 encore, il reçoit le diplôme de Docteur es-lettres par le recteur de l'Université Impériale de Lyon.
Ses ouvrages moraux sont souvent réédités jusqu'à la fin du XIXe siècle. L'un des plus diffusés est La Morale en Action, réédité une dizaine de fois. La Réputation de troubadour de Pierre Laurent Bérenger est essentiellement due à ses vers parus dans Les Soirées Provençales. Cet ouvrage maintes fois réédité lui assura un rang en littérature et lui fit prendre place dans les Académies de Toulon, Marseille, Vaucluse, Bordeaux, Lyon, Rouen, Bourg, Besançon et Colmar, ainsi qu'à l'Institut. Il lui ouvrit les portes des salons littéraires à la mode, où il côtoya François-René de Chateaubriand, Jean-Jacques Rousseau, Mirabeau, et Mme de Staël, qu'il appuya dans sa publication de Corinne ou l'Italie.

## Principales publications
- Le Trésor du Parnasse, ou le Plus joli des recueils, avec Martin Couret de Villeneuve (6 volumes, 1762-1770)
- Porte-feuille d'un troubadour, ou Essais poétiques, suivis d'une lettre à M. Grosley, de l'Académie des inscriptions et belles-lettres, sur les trouvères et les troubadours (1782)
- Recueil amusant de voyages, en vers et en prose, faits par différens auteurs, auquel on a joint un choix des épîtres, contes et fables qui ont rapport aux voyages, avec Martin Couret de Villeneuve (6 volumes, 1783-1784)
- Suite des lettres sur la Provence (1784)
- Poésies (2 volumes, 1785)
- Les Soirées provençales, ou Lettres de M. Bérenger écrites à ses amis pendant ses voyages dans sa patrie (3 volumes, 1786) Texte en ligne 1 2
- La Morale en action, ou élite de faits mémorables et d'anecdotes instructives, propres à faire aimer la vertu & à former les jeunes gens dans l'art de la narration. Ouvrage utile à messieurs les eleves des ecoles militaires & des colleges (1787)
- Le Peuple instruit par ses propres vertus, ou Cours complet d'instructions et d'anecdotes recueillies dans nos meilleurs auteurs (2 volumes, 1787)
- Le Mentor vertueux, moraliste et bienfaisant, ou Choix de faits mémorables, d'anecdotes intéressantes, d'entretiens moraux, de lettres et de descriptions propres à inspirer le goût des choses honnêtes et à former le style et le langage des jeunes gens (1788)
- École historique et morale du soldat et de l'officier, à l'usage des troupes de France et des écoles militaires (3 volumes, 1788)
- Les Quatre États de la France (1789) Texte en ligne
- Voyage dans les Pyrénées françaises, dirigé principalement vers le Bigorre et les Vallées, suivi de quelques vérités nouvelles et importantes sur les eaux de Barèges et de Bagnères (1789) Texte en ligne
- D'Anacharsis, ou Lettres d'un troubadour sur cet ouvrage, suivies de Deux notices analytiques, et de l'Epître de M. de Fontanes à M. l'abbé Barthelemi (1789) Texte en ligne
- Nouvelles pièces intéressantes, servant de supplément à tout ce qu'on a publié sur les États-Généraux et sur l'éducation des princes destinés à régner (1789)
- Esprit de Mably et de Condillac, relativement à la morale et à la politique. Grenoble, Paris, Le Jay, 1789, 2.vol., in-8, VIII-404 et [4]-192-260-[7].pp., avec deux portraits frontispices.
- Mémoires historiques et pièces authentiques sur M. de La Fayette, pour servir à l'histoire des révolutions (1790)
- La Vérité au pied du trône, suivi d'avis pour élever le prince destiné à régner, avec des anecdotes intéressantes et très curieuses (2 volumes, 1791) Texte en ligne
- La Morale en exemples, ou Élite d'anecdotes anciennes et modernes, de préceptes et de discours propres à former la jeunesse (3 volumes, 1801)
- Nouveau Magasin des petits enfants, ou Choix de dialogues, de contes et de drames, tirés des auteurs sacrés et profanes (2 volumes, 1802)
- Morale chrétienne en action, ou Choix d'histoires édifiantes, d'anecdotes, de contes moraux (2 volumes, 1810)
- Poésies de société et de circonstances, la plupart connues, de l'auguste famille des Bourbons (1817)